# Camas separadas (obra de teatro)
Camas separadas es una obra de teatro de Enrique Bariego, estrenada en 1974.

## Argumento
La obra nos presenta la historia de un matrimonio formado por Elena y Mariano.Ella es una atractiva joven que recrimina a su marido su abuso del trabajo en detrimento de ella, hasta el punto de creer que se ha casado con su trabajo de político y no con ella.Para volver a sentir el deseo y atención de su marido no se le ocurre mejor cosa que le niega completamente, no le habla y se niega a compartir el lencho nupcial, llegando a manter una relación que se parece a todo menos a la de un marido y su mujer.Violeta y Perico, amigos de la pareja, también intentarán ayudar, pero lo que conseguirán será aumentar los líos y confusiones.Finalmente, en un final feliz, ambos se reconcilian.

## Estreno
- Teatro Arniches, Madrid, 10 de julio de 1974.
  - Dirección: Adrián Ortega.
  - Intérpretes: Yolanda Farr, Juan José Otegui, Raúl Sender, Sila Montenegro.